# Andrea Pasqualon
Andrea Pasqualon (* 2. ledna 1988) je italský profesionální silniční cyklista jezdící za UCI WorldTeam Team Bahrain Victorious.

## Hlavní výsledky
2009
2. místo Trofeo Città di Brescia
6. místo Coppa San Geo
6. místo Giro del Medio Brenta
10. místo Trofeo Alcide Degasperi
2010
vítěz Trofeo Piva
vítěz Giro del Casentino
7. místo Trofeo Città di Brescia
8. místo Trofeo Alcide Degasperi
9. místo Trofeo Franco Balestra
9. místo Giro del Medio Brenta
2012
4. místo Trofeo Matteotti
2013
Tour du Limousin
vítěz 2. etapy
2. místo Coppa Sabatini
2014
vítěz Grand Prix Südkärnten
Vuelta a Colombia
vítěz 7. etapy
3. místo Gran Premio della Costa Etruschi
3. místo Trofeo Laigueglia
5. místo Giro dell'Appennino
5. místo Gran Premio Bruno Beghelli
7. místo Gran Premio Industria e Commercio di Prato
2015
Boucles de la Mayenne
2. místo celkově
 vítěz bodovací soutěže
vítěz 1. etapy
2. místo Grand Prix de la ville de Nogent-sur-Oise
2. místo Trofeo Matteotti
3. místo Tour de Berne
6. místo Paříž–Troyes
6. místo Ronde van Noord-Holland
6. místo Coppa Ugo Agostoni
6. místo Memorial Marco Pantani
Tour du Limousin
7. místo celkově
7. místo Rund um Köln
Oberösterreich Rundfahrt
10. místo celkově
vítěz 2. etapy
2016
2. místo Grosser Preis des Kantons Aargau
2. místo Coppa Sabatini
3. místo Race Horizon Park Classic
10. místo Race Horizon Park Race for Peace
2017
vítěz Coppa Sabatini
5. místo Primus Classic
6. místo Gran Premio Bruno Beghelli
7. místo Binche–Chimay–Binche
8. místo Paříž–Tours
10. místo Paříž–Bourges
2018
Tour de Luxembourg
 celkový vítěz
 vítěz bodovací soutěže
vítěz etap 2 a 3
vítěz Grand Prix de Plumelec-Morbihan
4. místo Grand Prix de Denain
4. místo Eschborn–Frankfurt
5. místo Binche–Chimay–Binche
6. místo Brabantský šíp
6. místo Grosser Preis des Kantons Aargau
6. místo Boucles de l'Aulne
7. místo La Drôme Classic
7. místo Grand Prix de la Ville de Lillers
7. místo Paříž–Bourges
2019
Tour Poitou-Charentes en Nouvelle-Aquitaine
vítěz 5. etapy
2. místo Grosser Preis des Kantons Aargau
Tour de Luxembourg
3. místo celkově
4. místo Paříž–Bourges
7. místo Tacx Pro Classic
7. místo Grand Prix de Plumelec-Morbihan
8. místo Gran Premio Bruno Beghelli
2020
2. místo Coppa Sabatini
3. místo Trofeo Playa de Palma
5. místo Trofeo Campos, Porreres, Felanitx, Ses Salines
5. místo Memorial Marco Pantani
9. místo Giro della Toscana
2021
2. místo Ronde van Drenthe
3. místo Le Samyn
3. místo Paříž–Chauny
4. místo Eschborn–Frankfurt
7. místo La Roue Tourangelle
8. místo Paříž–Tours
8. místo Grosser Preis des Kantons Aargau
8. místo Giro del Veneto
10. místo Binche–Chimay–Binche
2022
vítěz Circuit de Wallonie
7. místo Egmont Cycling Race
8. místo Omloop Het Nieuwsblad
10. místo Antwerp Port Epic
10. místo Schaal Sels
2023
8. místo Omloop Het Nieuwsblad
8. místo Dwars door Vlaanderen

### Výsledky na Grand Tours
| Grand Tour      | 2017 | 2018 | 2019 | 2020 | 2021 | 2022 | 2023 | 2024 |
| --------------- | ---- | ---- | ---- | ---- | ---- | ---- | ---- | ---- |
| Giro d'Italia   | —    | —    | —    | —    | 72   | —    | 65   | 81   |
| Tour de France  | 137  | 95   | 88   | —    | —    | 50   | —    |      |
| Vuelta a España | —    | —    | —    | —    | —    | —    |      |      |

| —   | Nezúčastnil se |
| DNF | Nedokončil     |